# Rue Saint-Hubert (Liège)
Pour les articles homonymes, voir Rue Saint-Hubert.
La rue Saint-Hubert est une rue ancienne de la ville de Liège (Belgique) qui relie la rue Sainte-Croix au Mont Saint-Martin dans le centre historique de Liège.  

## Odonymie
La rue rend hommage à Hubert de Liège (né entre 656 et 658 et décédé en 727), évêque de Tongres et de Maastricht devenu saint Hubert. Successeur de Lambert de Maastricht (saint Lambert) qui fut assassiné à Liège vers l'an 700, Hubert fit construire une première église sur le site de cet assassinat et y fit transférer les reliques de Lambert. Devenu un lieu de pèlerinage, Liège se développa autour de ce lieu de culte et de mémoire.

## Description
Cette rue pavée monte la colline historique de Publémont entre la rue Sainte-Croix et le Mont Saint-Martin. Toutes les maisons anciennes du côté pair (à l'exception d'une seule) ont été expropriées et détruites. Comme les deux rues voisines précitées, cette rue très ancienne et sans doute antérieure au Xe siècle reliait (et relie toujours) la place du Marché à la basilique Saint-Martin. Elle applique un sens unique de circulation automobile du Mont Saint-Martin vers la rue Sainte-Croix et la rue Haute-Sauvenière (en descente).

## Patrimoine
Cette rue historique possède un immeuble classé situé au no 15. Derrière une porte en chêne et après un passage voûté et une cour pavée, se trouve un immeuble du milieu du XVIIIe siècle.
La cour Saint-Hubert, elle aussi classée, a été détruite vers 2008.
D'autres immeubles sont repris à l'inventaire du patrimoine culturel immobilier de la Wallonie. Il s'agit des numéros 1, 11/13, 17, 21, 49 et 51.

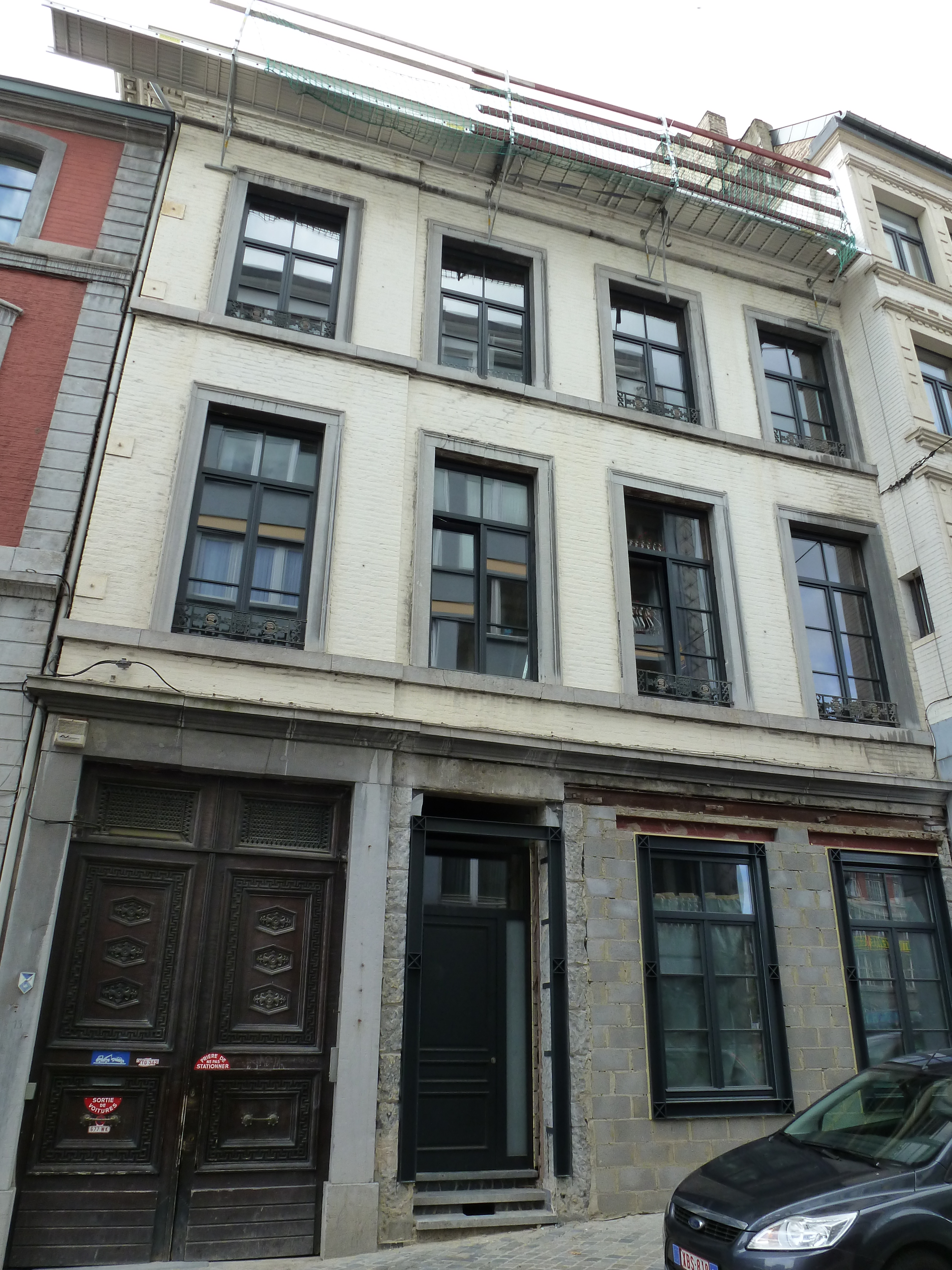
Rue Saint-Hubert, 15 (porte d'accès) et 17
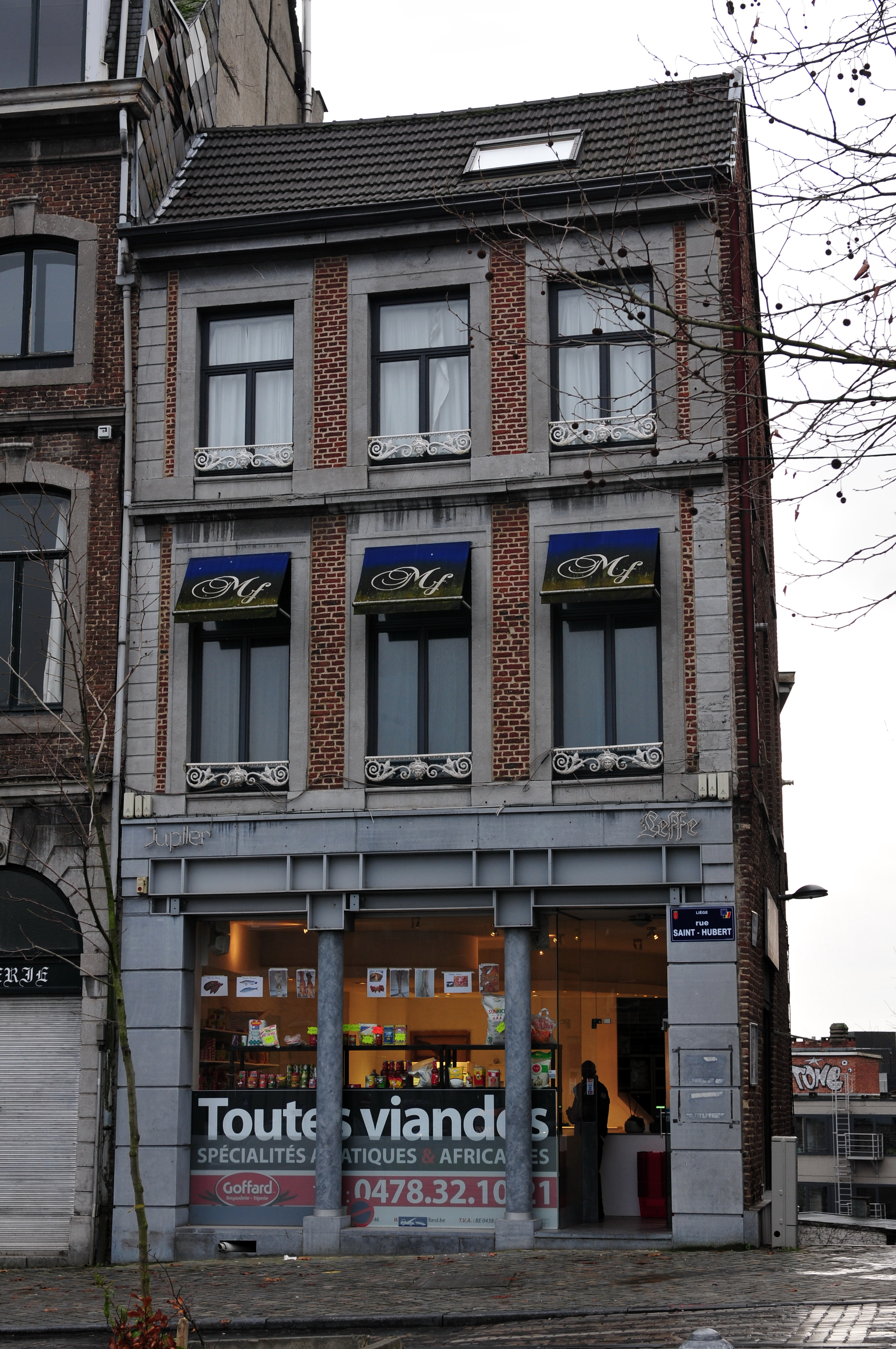
Rue Saint-Hubert, 51

### Patrimoine classé
| Objet | Année de construction / Architecte | Adresse                 | Section communale | Coordonnées                      | Numéro d’inventaire | Illustration      |
| --- | ---------------------------------- | ----------------------- | ----------------- | -------------------------------- | ------------------- | ----------------- |
| Mont Saint-Martin - Ensemble formé par le Mont Saint-Martin comprenant: a) les parcelles comprises entre les rues Trihay, Mont Saint-Martin, Saint-Hubert, Haute-Sauvenière, Basse-Sauvenière, des Bégards et les limites des parcelles rejoignant la rue Trihay; b) les façades et toitures des immeubles compris sur l'alignement nord de la rue Mont Saint-Martin; c) les façades et les toitures des immeubles se trouvant rue Saint-Hubert. |                                    | Mont Saint-Martin       | Saint-Laurent     | 50° 38′ 44″ nord, 5° 34′ 10″ est | 62063-CLT-0388-01   | Mont Saint-Martin |
| Caves voûtées sises rue Saint-Hubert, 45 |                                    | Rue Saint-Hubert, no 45 |                   | 50° 38′ 42″ nord, 5° 34′ 08″ est | 62063-CLT-0358-01   | Caves             |

## Voiries adjacentes
- Rue Sainte-Croix
- Rue Haute-Sauvenière
- Rue de la Montagne
- Mont Saint-Martin
- Square Léon Léonard